# Ḩaddām-e Do
Ḩaddām-e Do är en ort i Iran.   Den ligger i provinsen Khuzestan, i den centrala delen av landet, 500 km söder om huvudstaden Teheran. Ḩaddām-e Do ligger 45 meter över havet och antalet invånare är 319.
Terrängen runt Ḩaddām-e Do är platt.Runt Ḩaddām-e Do är det ganska tätbefolkat, med 144 invånare per kvadratkilometer. Närmaste större samhälle är Chamm ol Ḩamīd, 18,0 km väster om Ḩaddām-e Do. Trakten runt Ḩaddām-e Do är ofruktbar med lite eller ingen växtlighet.